# Consigliere di Stato

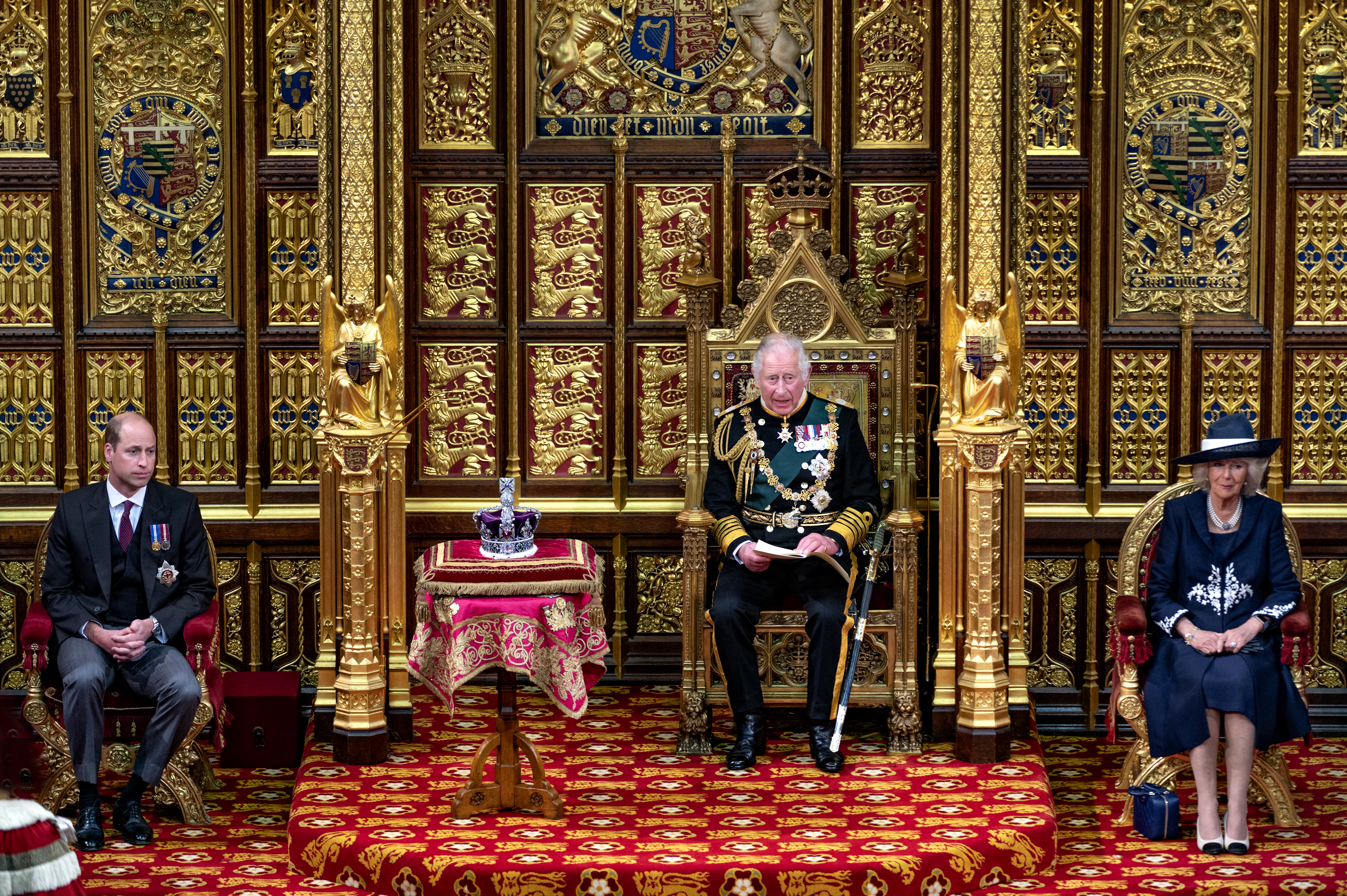
In qualità di consiglieri di Stato, Carlo, principe del Galles, e il principe William, duca di Cambridge, hanno aperto i lavori del Parlamento nel maggio 2022 a nome della regina Elisabetta II.

I consiglieri di Stato (in inglese: counsellors of State) sono membri anziani della famiglia reale britannica ai quali il monarca può delegare funzioni reali tramite lettere patenti sotto il Gran Sigillo, per prevenire ritardi o difficoltà nell'espletamento di affari pubblici in caso di malattia (tranne incapacità totale) o di assenza prevista o effettiva dal Regno Unito.

## Funzioni
I consiglieri di Stato possono svolgere "le funzioni reali che possono essere specificate nelle lettere patenti". In pratica, ciò significa la maggior parte dei doveri ufficiali del monarca, come la partecipazione alle riunioni del Consiglio privato, la firma di documenti di routine e la ricezione delle credenziali dei nuovi ambasciatori alla Corte di San Giacomo. Tuttavia, per legge, i consiglieri di Stato non possono concedere ranghi, titoli o pari. Inoltre, secondo i termini delle lettere patenti, non possono occuparsi di una serie di funzioni costituzionali fondamentali, come le questioni del Commonwealth, lo scioglimento del Parlamento (tranne su espressa istruzione del monarca) e la nomina dei primi ministri. Un raro esempio si è verificato il 7 febbraio 1974, quando la proclamazione dello scioglimento del Parlamento è stata promulgata dalla regina Elisabetta, la regina madre e dalla principessa Margaret come consiglieri di Stato, su espressa istruzione della regina Elisabetta II.
Le funzioni reali devono essere esercitate congiuntamente dai consiglieri di Stato o da un numero di essi specificato nelle lettere patenti sotto il Gran Sigillo e soggetto a qualsiasi altra condizione in esse contenuta. Tuttavia, vi è una presunzione legale che i consiglieri di Stato debbano agire congiuntamente e, in quanto tali, sono necessari almeno due per agire, con la mancanza di uno che potrebbe comportare il rischio di una contestazione legale.
I consiglieri di Stato sono sempre il consorte del monarca e le quattro persone successive nella linea di successione che soddisfano le seguenti specifiche: devono essere sudditi britannici maggiorenni (21 anni, o 18 anni per l'erede apparente o presuntivo) che sono domiciliati nel Regno Unito e non squalificati dal diventare monarca. Durante una reggenza, le quattro persone ammissibili successive nella linea di successione dopo il reggente (e la moglie del reggente) possono essere consiglieri. Un monarca può anche richiedere al Parlamento di aggiungere persone specifiche ai propri consiglieri di Stato. Ciò è stato fatto dalla regina Elisabetta II che ha portato alla sezione 3 del Regency Act del 1953 e dal re Carlo III che ha portato al Counsellors of State Act del 2022.

## Storia
I primi consiglieri di Stato furono nominati da Giorgio V sotto la prerogativa reale nel 1911 quando si recò in India per il Delhi Durbar, e continuarono a essere nominati sotto la prerogativa per il resto del suo regno. Inizialmente, politici di alto rango come il primo ministro e il Lord Cancelliere potevano svolgere il ruolo di consiglieri di Stato, ma in seguito i consiglieri di Stato furono scelti esclusivamente tra i ranghi della famiglia reale. Il Regency Act del 1937 (1 Edw. 8 e 1 Geo. 6. c. 16) pose infine la nomina dei consiglieri di Stato su una base statutaria e codificò la pratica di affidare il ruolo solo ai membri di alto rango della famiglia reale.
Dall'approvazione del Regency Act del 1937, le uniche persone ad essere state consiglieri di stato senza essere regina consorte, principe o principessa furono George Lascelles, settimo conte di Harewood; Alastair Windsor, secondo duca di Connaught e Strathearn (sebbene Windsor fosse stato principe tra il 1914 e il 1917 e non avesse mai esercitato la professione durante il suo breve mandato); e Maud Carnegie, contessa di Southesk (che aveva diritto al titolo di principessa ma non lo usò). Prima di allora, il Lord Cancelliere, il Lord Presidente del Consiglio, il primo ministro e l'arcivescovo di Canterbury erano stati nominati a tale carica da Giorgio V.
La regina Elisabetta, la regina madre perse la sua idoneità a essere consigliere di Stato nel 1952 alla morte del marito, re Giorgio VI. Tuttavia, la Sezione 3 del Regency Act del 1953 ripristinò la sua posizione. La disposizione era specifica per lei, piuttosto che applicarsi alle consorti vedove in generale, e divenne inefficace alla sua morte nel 2002.
Nel settembre 2022, il Daily Telegraph ha riferito che il re Carlo III voleva che la legge fosse modificata per consentire solo ai membri attivi della famiglia reale di prestare servizio come consiglieri di Stato. Ciò eliminerebbe l'idoneità dei membri della famiglia che non svolgono funzioni ufficiali, creando al contempo la possibilità per i coniugi dei membri di rango più elevato e quelli con una posizione inferiore nella linea di successione di essere chiamati a svolgere il ruolo.
Nell'ottobre 2022 Lord Stansgate sollevò delle questioni alla Camera dei lord circa l'"idoneità" di avere il Duca di York e il Duca di Sussex come consiglieri di Stato quando il primo aveva "lasciato la vita pubblica" e il secondo aveva "lasciato il paese". Successivamente fu riferito che, invece di rimuoverli dall'elenco dei consiglieri di Stato, si proponeva di ampliare il gruppo dei consiglieri al fine di creare un elenco più flessibile di reali disponibili a sostituire il re, se necessario. Il 14 novembre 2022, il re inviò un messaggio a entrambe le Camere del Parlamento, chiedendo formalmente una modifica della legge che avrebbe consentito alla principessa Anna e al principe Edoardo di essere aggiunti all'elenco dei consiglieri di Stato.

## Elenco degli attuali consiglieri di Stato
A partire dal 7 dicembre 2022, i soggetti idonei a essere nominati consiglieri di Stato del re Carlo III sono:
| Consigliere                       | Da                | Relazione con il monarca  | Ordine di successione | Causa                         |
| --------------------------------- | ----------------- | ------------------------- | --------------------- | ----------------------------- |
| Regina Camilla                    | 8 settembre 2022  | Coniuge                   | N/A                   | Ascesa al trono di Carlo III  |
| William, principe del Galles      | 21 giugno 2003    | Figlio ed erede apparente | Primo                 | Ha raggiunto l'età di 21 anni |
| Principe Harry, duca di Sussex    | 15 settembre 2005 | Figlio                    | Quinto                | Ha raggiunto l'età di 21 anni |
| Principe Andrea, duca di York     | 19 febbraio 1981  | Fratello                  | Ottavo                | Ha raggiunto l'età di 21 anni |
| Principessa Beatrice              | 8 settembre 2022  | Nipote                    | Nono                  | Ascesa al trono di Carlo III  |
| Prince Edoardo, duca di Edimburgo | 7 dicembre 2022   | Fratello                  | Quattordicesimo       | Counsellors of State Act 2022 |
| Anna, principessa reale           | 7 dicembre 2022   | Sorella                   | Diciassettesimo       | Counsellors of State Act 2022 |

Di questi sette, il principe Andrea, il principe Harry e la principessa Beatrice non svolgono funzioni reali. Se il principe Harry cessa di essere domiciliato nel Regno Unito, non sarà più idoneo a essere consigliere di Stato.
Il principe Andrea rimane idoneo a ricoprire questo ruolo, sebbene si sia ritirato dalla maggior parte delle attività reali; ciò è stato provocato da una reazione dovuta alle accuse di abusi sessuali mosse contro di lui. In pratica, solo i membri della famiglia reale che svolgono compiti pubblici per conto del monarca verrebbero nominati consiglieri di Stato, eliminando così la possibilità che Harry, Andrea o Beatrice ricoprano questo ruolo.
Se uno dei suddetti, a parte la regina, il duca di Edimburgo o la principessa reale, dovesse diventare ineleggibile o impossibilitato a prestare servizio, la persona eleggibile successiva sarebbe la principessa Eugenia. Il principe George diventerà automaticamente consigliere di Stato il giorno del suo 21º compleanno, il 22 luglio 2034 (o il giorno del suo 18º compleanno, se fosse l'erede apparente in quel momento), e sostituirà la principessa Beatrice.

## Elenco degli ex consiglieri di Stato
Di seguito è riportato un elenco di tutte le persone che sono state ammissibili a essere consigliere di stato, elencate in ordine cronologico. Un † indica i consiglieri deceduti mentre erano ammissibili:
| Giorgio VI (11 dicembre 1936 – 6 febbraio 1952)                   |                                      |                                         | |
| Consigliere                                                       | Periodo                              | Relazione con il monarca                | Causa                                                                                                  |
| Regina Elisabetta                                                 | 19 marzo 1937 – 6 febbraio 1952      | Coniuge                                 | Approvazione del Regency Act 1937                                                                      |
| Principe Henry, duca di Gloucester                                | 19 marzo 1937 – 10 giugno 1974†      | Fratello                                | Approvazione del Regency Act 1937                                                                      |
| Principe Giorgio, duca di Kent                                    | 19 marzo 1937 – 25 agosto 1942†      | Fratello                                | Approvazione del Regency Act 1937                                                                      |
| Mary, principessa reale                                           | 19 marzo 1937 – 25 dicembre 1957     | Sorella                                 | Approvazione del Regency Act 1937                                                                      |
| Principessa Alexandra di Connaught, duchessa di Fife              | 19 marzo 1937 – 21 aprile 1944       | Cugina                                  | Approvazione del Regency Act 1937                                                                      |
| Alastair Windsor, duca di Connaught e Strathearn                  | 25 agosto 1942 – 26 aprile 1943†     | Cugino di primo grado una volta rimosso | Sostituì il principe Giorgio, duca di Kent, alla sua morte                                             |
| Maud Carnegie, contessa di Southesk                               | 26 aprile 1943 – 7 febbraio 1944     | Cugina                                  | Sostituì Alastair Windsor, duca di Connaught e Strathearn alla sua morte                               |
| George Lascelles, visconte Lascelles (Conte di Harewood dal 1947) | 7 febbraio 1944 – 21 agosto 1951     | Nipote                                  | Sostituì Maud Carnegie, contessa di Southesk al raggiungimento dell'età di 21 anni                     |
| Principessa Elisabetta (Duchessa di Edimburgo dal 1947)           | 21 aprile 1944 – 6 febbraio 1952     | Figlia (erede presuntiva)               | Sostituì la principessa Alexandra di Connaught, duchessa di Fife al raggiungimento dell'età di 18 anni |
| Margaret, contessa di Snowdon                                     | 21 agosto 1951 – 10 marzo 1985       | Figlia                                  | Sostituì George Lascelles, conte di Harewood al raggiungimento dell'età di 21 anni                     |
| Elisabetta II (6 febbraio 1952 – 8 settembre 2022)                |                                      |                                         | |
| Consigliere                                                       | Periodo                              | Relazione con il monarca                | Causa                                                                                                  |
| Principe Filippo, duca di Edimburgo                               | 6 febbraio 1952 – 9 aprile 2021†     | Coniuge                                 | Ascesa al trono di Elisabetta II                                                                       |
| Principessa Margaret (Contessa di Snowdon dal 1961)               | 21 agosto 1951 – 10 marzo 1985       | Sorella                                 | Già idoneo                                                                                             |
| Principe Henry, duca di Gloucester                                | 19 marzo 1937 – 10 giugno 1974†      | Zio                                     | Già idoneo                                                                                             |
| Mary, principessa reale                                           | 19 marzo 1937 – 25 dicembre 1957     | Zia                                     | Già idoneo                                                                                             |
| George Lascelles, conte di Harewood                               | 6 febbraio 1952 – 9 ottobre 1956     | Cugino                                  | Ascesa al trono di Elisabetta II                                                                       |
| Regina Elisabetta, la regina madre                                | 19 novembre 1953 – 30 marzo 2002†    | Madre                                   | Approvazione del Regency Act 1953                                                                      |
| Principe Edward, duca di Kent                                     | 9 ottobre 1956 – 26 agosto 1965      | Cugino                                  | Sostituì George Lascelles, conte di Harewood al raggiungimento dell'età di 21 anni                     |
| Principessa Alexandra di Kent                                     | 25 dicembre 1957 – 18 dicembre 1962  | Cugina                                  | Sostituì Mary, principessa reale al raggiungimento dell'età di 21 anni                                 |
| Principe William di Gloucester                                    | 18 Dicembre 1962 – 15 agosto 1971    | Cugino                                  | Sostituì la principessa Alexandra di Kent al raggiungimento dell'età di 21 anni                        |
| Principe Richard di Gloucester                                    | 26 agosto 1965 – 14 novembre 1966    | Cugino                                  | Sostituì il principe Edward, duca di Kent al raggiungimento dell'età di 21 anni                        |
| Carlo, principe del Galles                                        | 14 novembre 1966 – 8 settembre 2022  | Figlio ed erede apparente               | Sostituì il principe Richard di Gloucester al raggiungimento dell'età di 18 anni                       |
| Principessa Anna (Principessa reale dal 1987)                     | 15 agosto 1971 – 21 giugno 2003      | Figlia                                  | Sostituì il principe William di Gloucester al raggiungimento dell'età di 21 anni                       |
| Principe Richard di Gloucester                                    | 10 giugno 1974 – 19 febbraio 1981    | Cugino                                  | Sostituì il principe Henry, duca di Gloucester alla sua morte                                          |
| Principe Andrea (Duca di York dal 1986)                           | 19 febbraio 1981 – 8 settembre 2022  | Figlio                                  | Sostituì il principe Richard, duca di Gloucester al raggiungimento dell'età di 21 anni                 |
| Principe Edoardo (Conte di Wessex dal 1999)                       | 10 marzo 1985 – 15 settembre 2005    | Figlio                                  | Sostituì la principessa Margaret, contessa di Snowdon al raggiungimento dell'età di 21 anni            |
| Principe William (Duca di Cambridge dal 2011)                     | 21 giugno 2003 – 8 settembre 2022    | Nipote                                  | Sostituì Anna, principessa reale, al raggiungimento dell'età di 21 anni                                |
| Princeipe Harry (Duca di Sussex dal 2018)                         | 15 settembre 2005 – 8 settembre 2022 | Nipote                                  | Sostituì il principe Edoardo, conte di Wessex al raggiungimento dell'età di 21 anni                    |